# Elodes nunenmacheri
Elodes nunenmacheri is een keversoort uit de familie moerasweekschilden (Scirtidae). De wetenschappelijke naam van de soort werd in 1922 gepubliceerd door Wolcott.